# 本山駅 (長崎県)
本山駅（もとやまえき）は、長崎県佐世保市下本山町にある松浦鉄道西九州線の駅である。

## 歴史
- 1994年（平成6年）10月3日：開設[1]。

## 駅構造
単式ホーム1面1線を有する地上駅である。無人駅で駅舎は無いが、待合室がある。ホームは盛土上にある。佐世保市内の松浦鉄道の駅では2駅にトイレが無いが、その内の一つの駅である。

## 駅周辺
- モスバーガー佐世保中里店
- 中里郵便局
- 中里幼稚園
- 佐世保市立中里小学校
- 東漸寺
- 国道204号

## 利用状況
2023年度の1日平均乗降人員は193人である。
| 年度               | 1日平均 乗降人員 |
| ------------------ | ---------------- |
| 2019年（令和元年） | 196              |
| 2020年（令和02年） | 161              |
| 2021年（令和03年） | 168              |
| 2022年（令和04年） | 163              |
| 2023年（令和05年） | 193              |

## 隣の駅
松浦鉄道
■西九州線
快速（下り（佐世保行き）の一部列車は中里駅にも停車）
上相浦駅 - 本山駅 - 左石駅
普通
上相浦駅 - 本山駅 - 中里駅